# Dragutin Najdanović
Dragutin Najdanović  (Belgrád, Szerb Királyság, 1908. április 15. – Belgrád, 1981. november 3.) jugoszláv labdarúgócsatár.
A Jugoszláv királyság válogatottjának tagjaként részt vett az 1930-as világbajnokságon.